# Myxocyprinus asiaticus
Myxocyprinus asiaticus, unica specie del genere Myxocyprinus e della sottofamiglia Myxocyprininae,  è un pesce osseo d'acqua dolce appartenente alla famiglia Catostomidae.

## Distribuzione e habitat
Questo pesce d'acqua dolce è diffuso nel bacino idrografico del Fiume Azzurro, in Cina.

## Descrizione

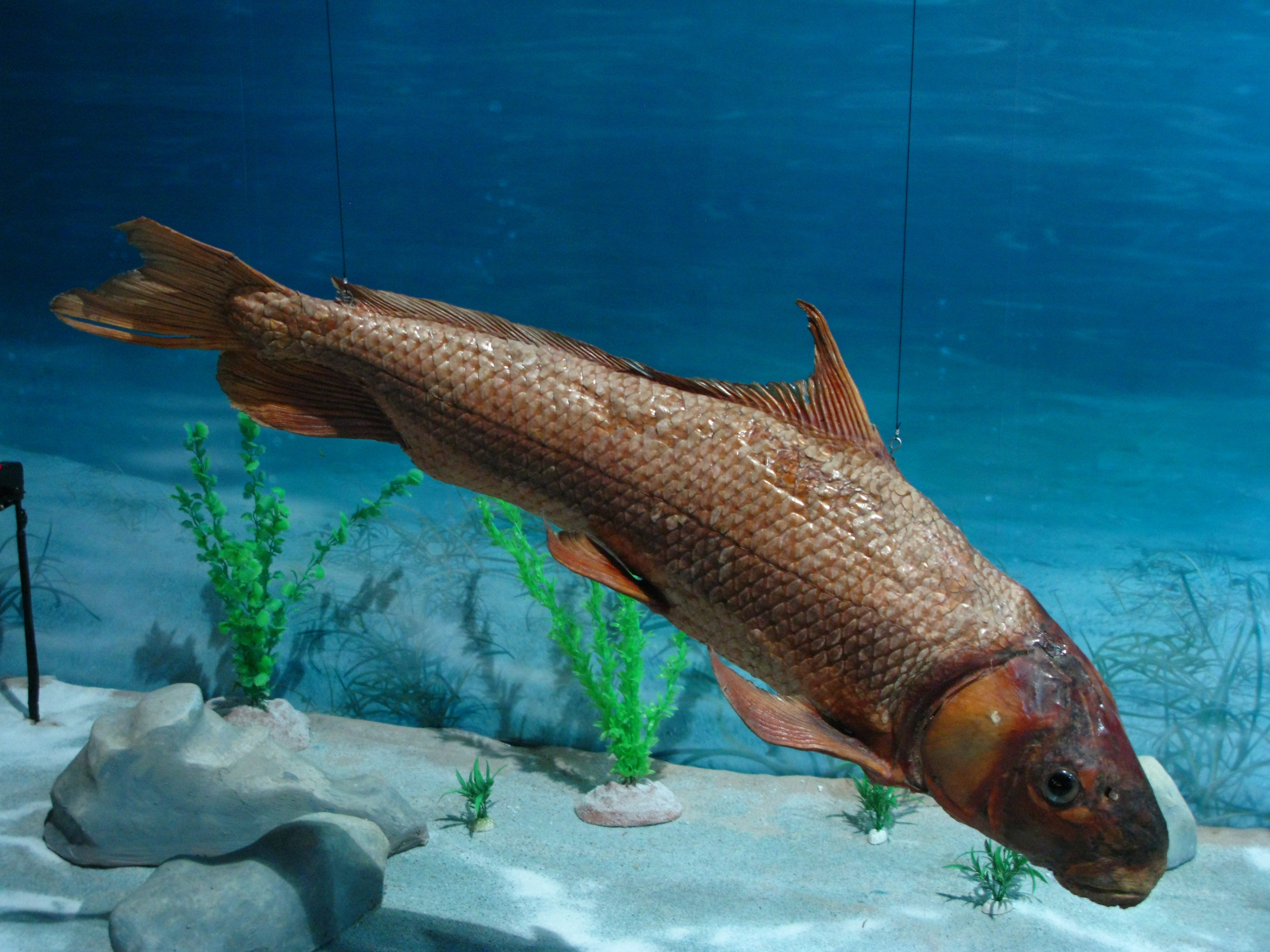
Un esemplare adulto imbalsamato

Myxocyprinus asiaticus ha due aspetti differenti tra gli esemplari giovani e gli adulti. I giovani presentano un corpo allungato, con dorso molto convesso e profilo ventrale piatto. La testa, piccola in confronto al corpo, è obliquamente tendemente verso il basso. Spicca la grande pinna dorsale triangolare con vertice arrotondato, che discende poi lungo il dorso come una sottile cresta. Le altre pinne sono triangolari con i bordi arrotondati. La pinna caudale è bilobata. La livrea presenta 3 grandi fasce bruno nere marezzate alternate ad altre 3 bande bianco-argentee. Gli esemplari adulti invece presentano un corpo più allungato ed idrodinamico, il profilo dorsale è sempre convesso ma risulta meno sproporzionato con la testa. La pinna dorsale è sempre alta e triangolare davanti, mentre lungo il dorso è bassa. Le altre pinne sono triangolari, la coda è a delta. le scaglie sono grosse. La livrea adulta è tendenzialmente uniforme, bruno-grigiastra con pinne più scure, una linea rossastra corre orizzontalmente lungo i fianchi. 

Raggiunge una lunghezza massima di 60 cm.

## Pesca
In Cina questa specie è pescata anche a scopo alimentare.

## Acquariofilia
Questa specie ha raggiunto la fama in Occidente solamente da una ventina d'anni. Gli esemplari in commercio sono giovani, (max 20 cm) e solo alcuni acquariofili sono consapevoli che necessitano vasche di grandi dimensioni (almeno 300-400 l) raggiungendo lunghezze considerevoli per pesci d'acquario (60 cm).